# Martha Wainwright

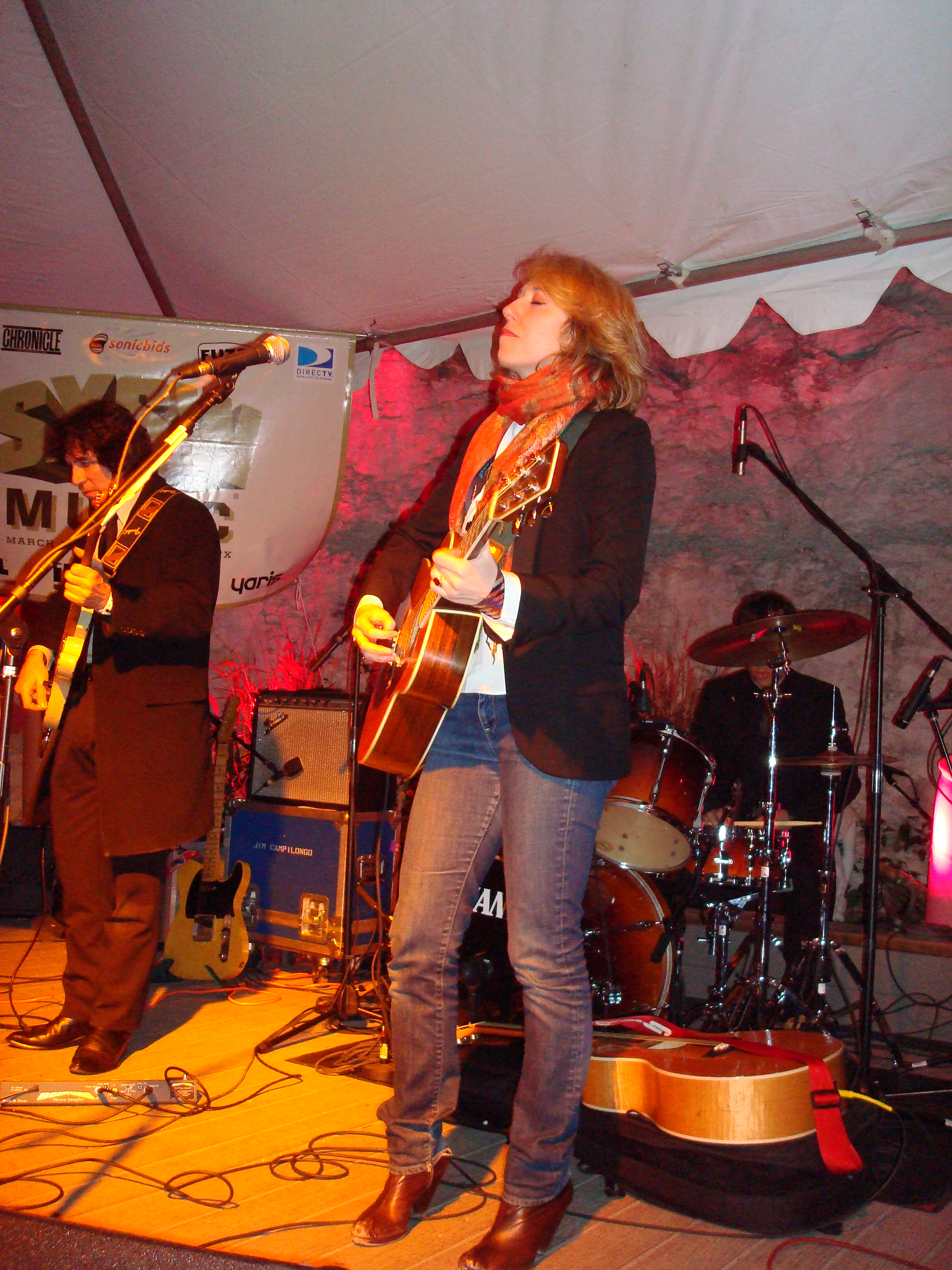
Martha Wainwright

Martha Wainwright (Mont-real, Quebec, 8 de maig del 1976) és una cantant quebequesa de música folk i rock. És la germana menor de Rufus Wainwright i filla dels músics Loudon Wainwright III i Kate McGarrigle.
Es va criar amb el seu germà a Mont-real i va començar la seva carrera com a cantant gravant la cançó "Year of the Dragon" per a un disc de la seva mare i la seva tia Anna McGarrigle de 1998, The McGarrigle Hour. A més va col·laborar amb els cors dels discs del seu germà i va prendre classes d'art dramàtic a l'Université Concordia.
Més tard, es va mudar a Nova York on va contactar amb el productor Brad Albetta amb qui va gravar els seus discs Martha Wainwright (2005 MapleMusic Recordings) iI Know You're Married But I've Got Feelings Too (2008) amb aquest últim va obtenir molt bones crítiques.
Es va casar amb el seu productor Brad Albetta al setembre de 2007 i van tenir un fill prematur el 16 de novembre de 2009 al. University College Hospital de Londres.

## Discografia
- Martha Wainwright (2005)
- I Know You're Married But I've Got Feelings Too (2008)
- Sans Fusils, Ni Souliers, à Paris: Martha Wainwright's Piaf Record (2009)